# Fat Pat
Fat Pat (egentligen Patrick Hawkins), var en amerikansk rappare. Han sköts ihjäl år 1998. Hans äldre bror var Big Hawk och blev ihjälskjuten åtta år senare. 